# Konwencja w sprawie zakazu stosowania tortur
Konwencja w sprawie zakazu stosowania tortur (pełna nazwa Konwencja w sprawie zakazu stosowania tortur oraz innego okrutnego, nieludzkiego lub poniżającego traktowania albo karania) została przyjęta przez Zgromadzenie Ogólne Narodów Zjednoczonych 10 grudnia 1984, weszła w życie 26 czerwca 1987, przez Polskę została ratyfikowana 26 lipca 1989 (Dz.U. z 1989 r. nr 63, poz. 378). Dotychczas (sierpień 2020) Konwencję ratyfikowało bądź do niej przystąpiło 170 państw.
1
Konwencja ta definiuje, czym wobec prawa międzynarodowego jest tortura. Konwencja powołała do życia także organ kontrolny – Komitet Przeciwko Torturom (CAT – ang. Committee Against Torture).
     strony
     podpisana, lecz nie ratyfikowana
     pozostałe
W myśl Konwencji:

"Artykuł 1

Konwencja w sprawie zakazu stosowania tortur:
strony
podpisana, lecz nie ratyfikowana
pozostałe

1.	W rozumieniu niniejszej konwencji określenie "tortury" oznacza każde działanie, którym jakiejkolwiek osobie umyślnie zadaje się ostry ból lub cierpienie, fizyczne bądź psychiczne, w celu uzyskania od niej lub od osoby trzeciej informacji lub wyznania, w celu ukarania jej za czyn popełniony przez nią lub osobę trzecią albo o którego dokonanie jest ona podejrzana, a także w celu zastraszenia lub wywarcia nacisku na nią lub trzecią osobę albo w jakimkolwiek innym celu wynikającym z wszelkiej formy dyskryminacji, gdy taki ból lub cierpienie powodowane są przez funkcjonariusza państwowego lub inną osobę występującą w charakterze urzędowym lub z ich polecenia albo za wyraźną lub milczącą zgodą. Określenie to nie obejmuje bólu lub cierpienia wynikających jedynie ze zgodnych z prawem sankcji, nieodłącznie związanych z tymi sankcjami lub wywołanych przez nie przypadkowo."

Wojna lub jej groźba, brak wewnętrznej stabilizacji politycznej lub jakakolwiek inna sytuacja wyjątkowa nie mogą stanowić usprawiedliwienia dla tortur. Działanie na rozkaz nie jest usprawiedliwieniem (art. 2). Żadne Państwo-strona nie może wydalać, zwracać lub wydawać innemu państwu danej osoby, jeżeli istnieją poważne podstawy, by sądzić, że może jej tam grozić stosowanie tortur (art. 3). Stosowanie tortur powinno być karane (art. 4 i następne). Strony współdziałają w ściganiu sprawców (art. 9). Państwo-strona wedle art. 7 zobowiązane jest w razie odmowy ekstradycji osądzić sprawcę tortur zgodnie z zasadą aut dedere aut iudicare (łac. "przekazać lub osądzić"). Ofiara tortur ma prawo do zadośćuczynienia oraz sprawiedliwego i adekwatnego odszkodowania (art. 14), dowody wymuszone torturami są zakazane (art. 15).
Konwencja została spisana w językach miarodajnych angielskim, arabskim, chińskim, francuskim, hiszpańskim i rosyjskim, depozytariuszem jest sekretarz generalny ONZ (art. 25). Spory, których nie rozstrzygnięto w drodze rokowań, na wniosek strony mają być przekazane do postępowania rozjemczego, jeżeli w ciągu 6 miesięcy od złożenia wniosku strony nie będą w stanie dojść do porozumienia w sprawie organizacji rozjemstwa, każda z nich może skierować spór do Międzynarodowego Trybunału Sprawiedliwości (art. 30).
Znaczący wpływ na przyjęcie tej konwencji miał lobbing organizacji Amnesty International, która prowadziła kampanię na jej rzecz od 1973.